# Mostov (zámek)
Mostov je zámek ve stejnojmenné vesnici, spadající pod obec Odrava v okrese Cheb v Karlovarském kraji. Od roku 1992 je chráněn jako kulturní památka ČR.

## Historie
Osada Mostov je poprvé zmiňována v roce 1353, kdy byla v držení chebských měšťanů Zoswitzerů, ale samotná původní tvrz až roku 1520. Tehdy její majitel Anzelm ze Štensdorfu prodal ves i tvrz Šlikům. Ti roku 1547 prodávají panství Nosticům. V roce 1606 se dostává do majetku Arnošta Hofmanna z Minichhofu. Dalšími majiteli byli Jan Bedřich z Vchynic a Ludmila Felnerová. Po její smrti v roce 1660 vznikla o majetek pře. Nakonec sídlo získal Petr Vchynský. Poté ho odkoupil Jan Hartvík z Nostic a Nosticové vlastnili sídlo do roku 1693. Další majitel, Bedřich Perglar z Perglasu přestavil tvrz do podoby barokního zámku. V roce 1738 získávají spojením rodů zámek páni ze Schirndingu. Opět se střídalo několik majitelů; Josef Kolbenschlag, Michal Bruster, Rummerskircherové a také Komersové. Antonín Emanuel Komers přestavěl zámek v romantickém stylu a založil zámecké zahrady. V roce 1886 odkoupil zámek průmyslník Georg Haas z Hasenfelsu, který zde roku 1914 zemřel. Po roce 1945 byl využíván státními statky.
Zámek překonal dlouhé období zanedbávání v majetku státních statků. V 21. století zámek získala katolická církev a vybudovala zde hotel, wellness centrum a také restaurace s možností konání svatebních hostin. Okolní hospodářské budovy byly opraveny a jsou udržovány také zámecké zahrady. Zámecká zahrada byla vyhlášena významným krajinným prvkem. Hotel a welness centrum jsou od roku 2019 mimo provoz, zámek byl nabídnut k prodeji.
V zámku se nachází unikátní soubor patnácti kachlových kamen.
Okolo zámku směrem k zaniklé osadě Hlínová vede cyklostezka Ohře, lemovaná památnými javory aleje Mostov.

## Galerie

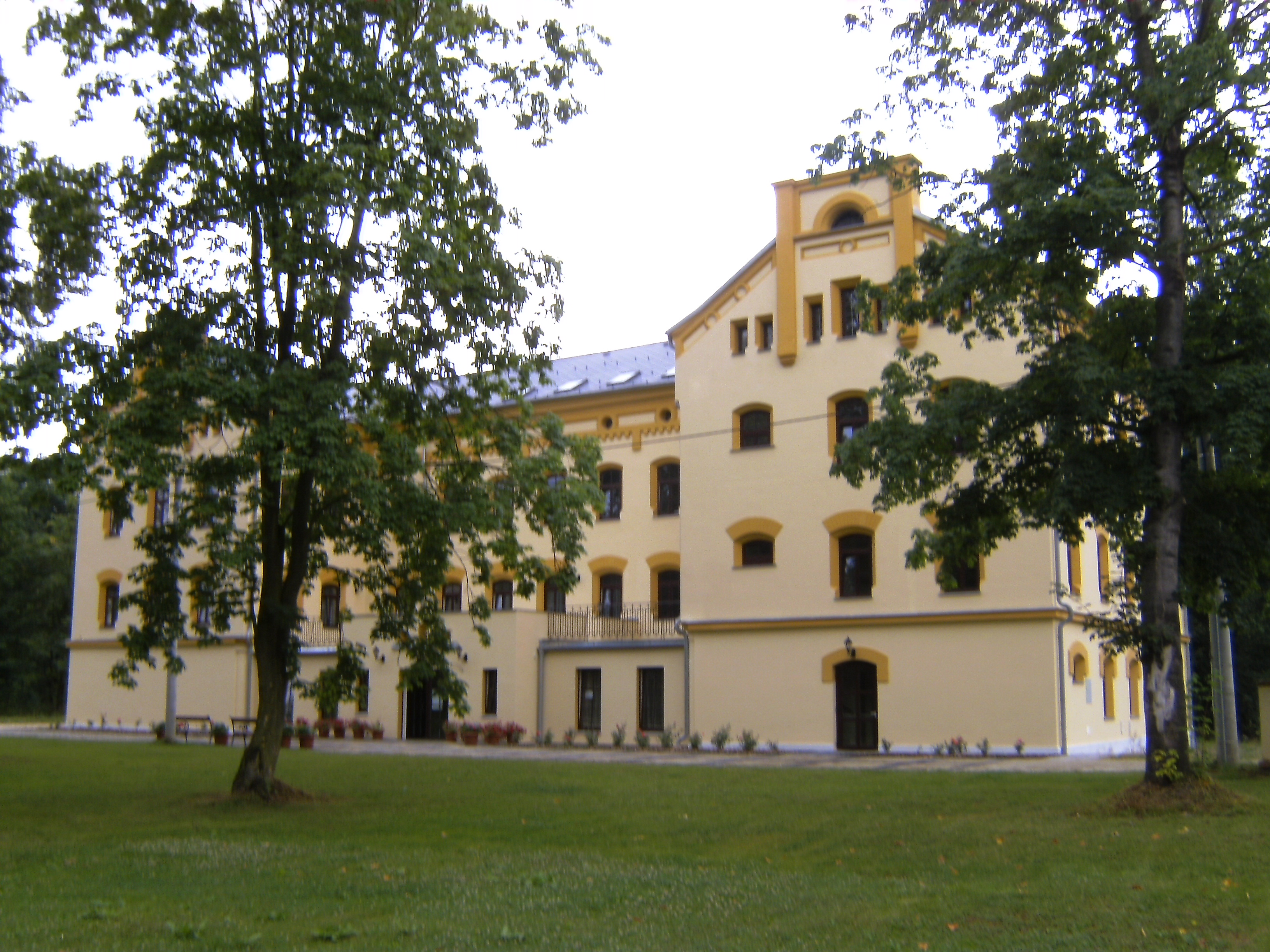
Hospodářské budovy
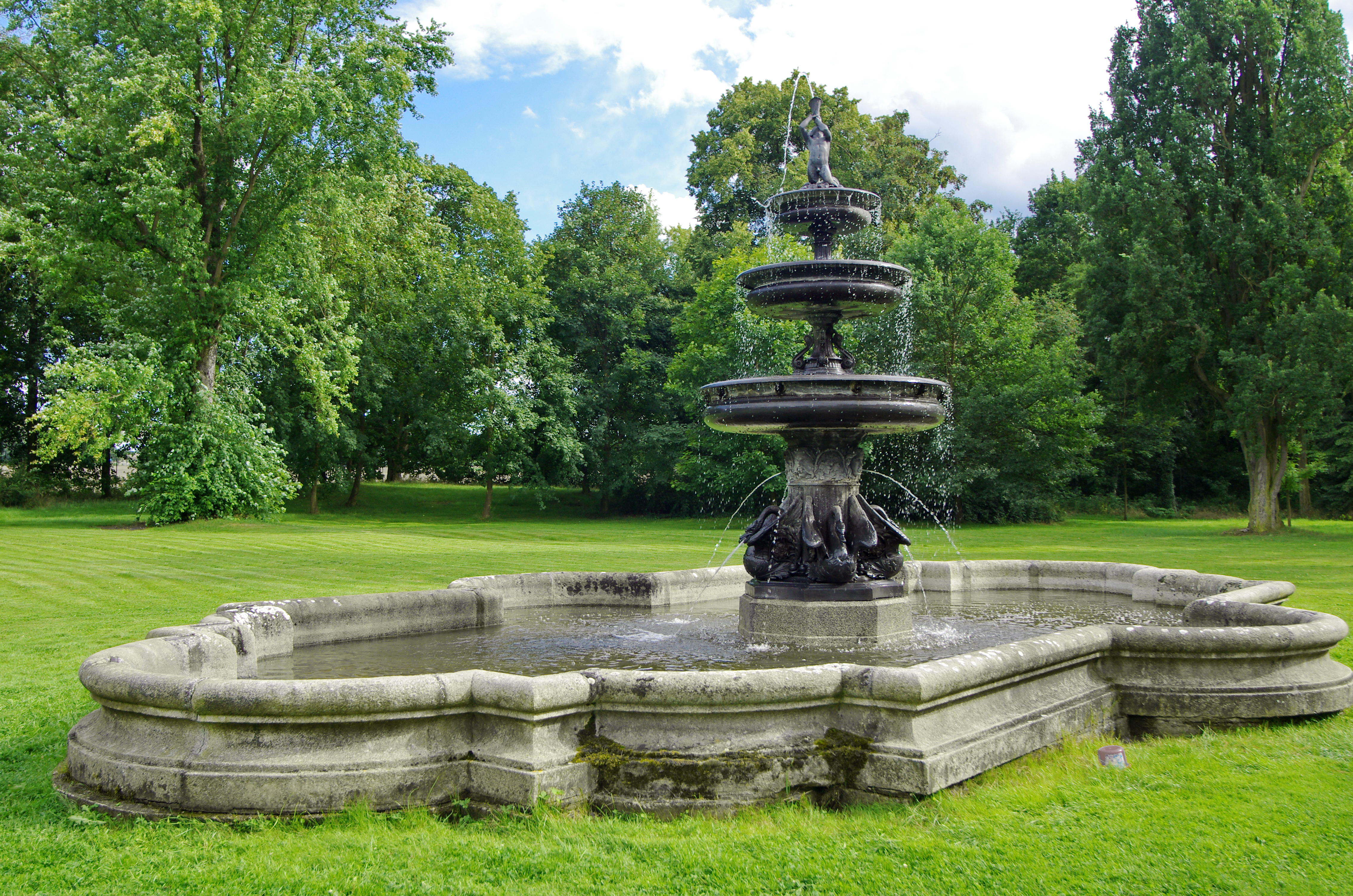
Kašna s fontánou
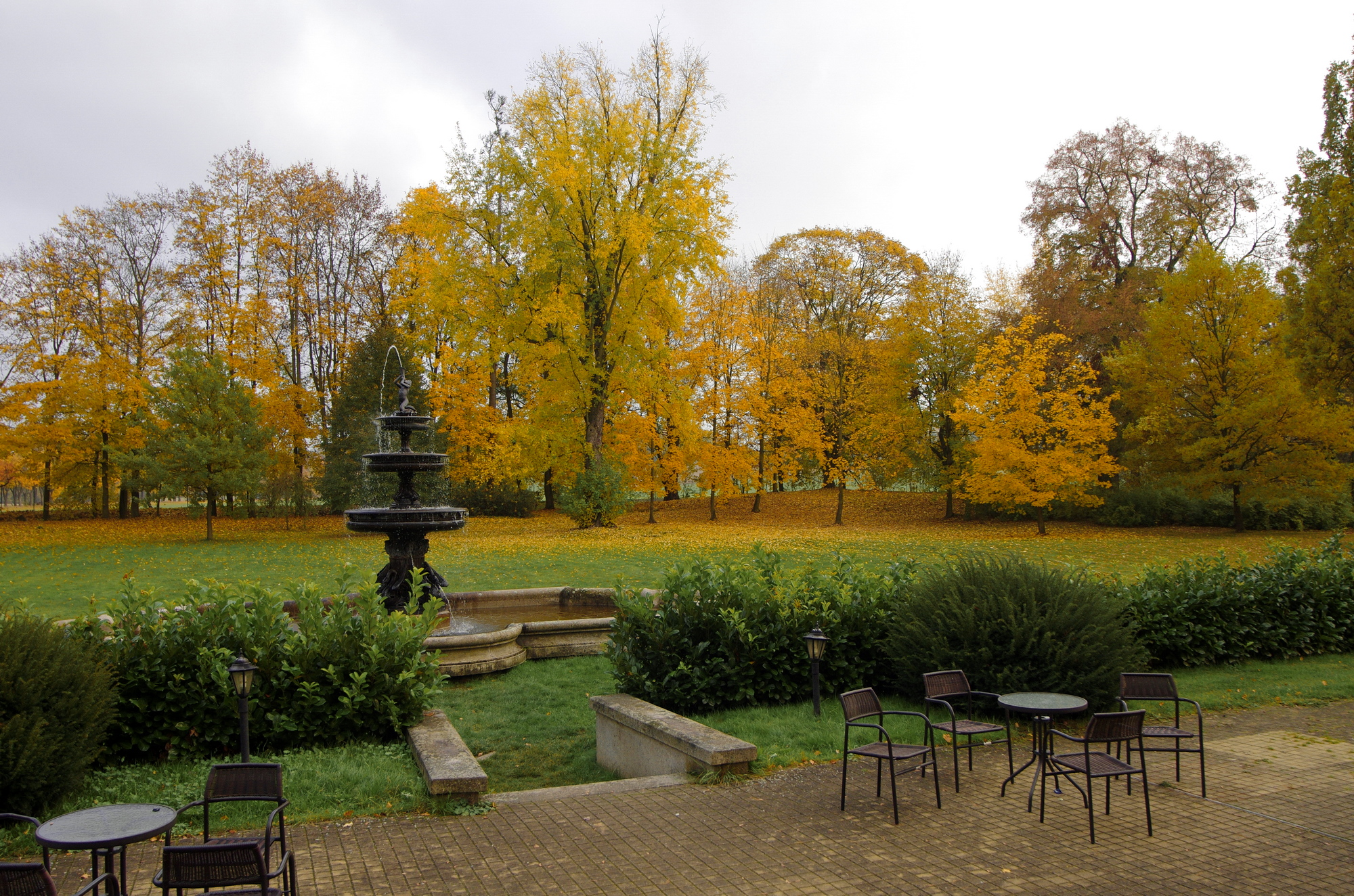
Zámecká zahrada
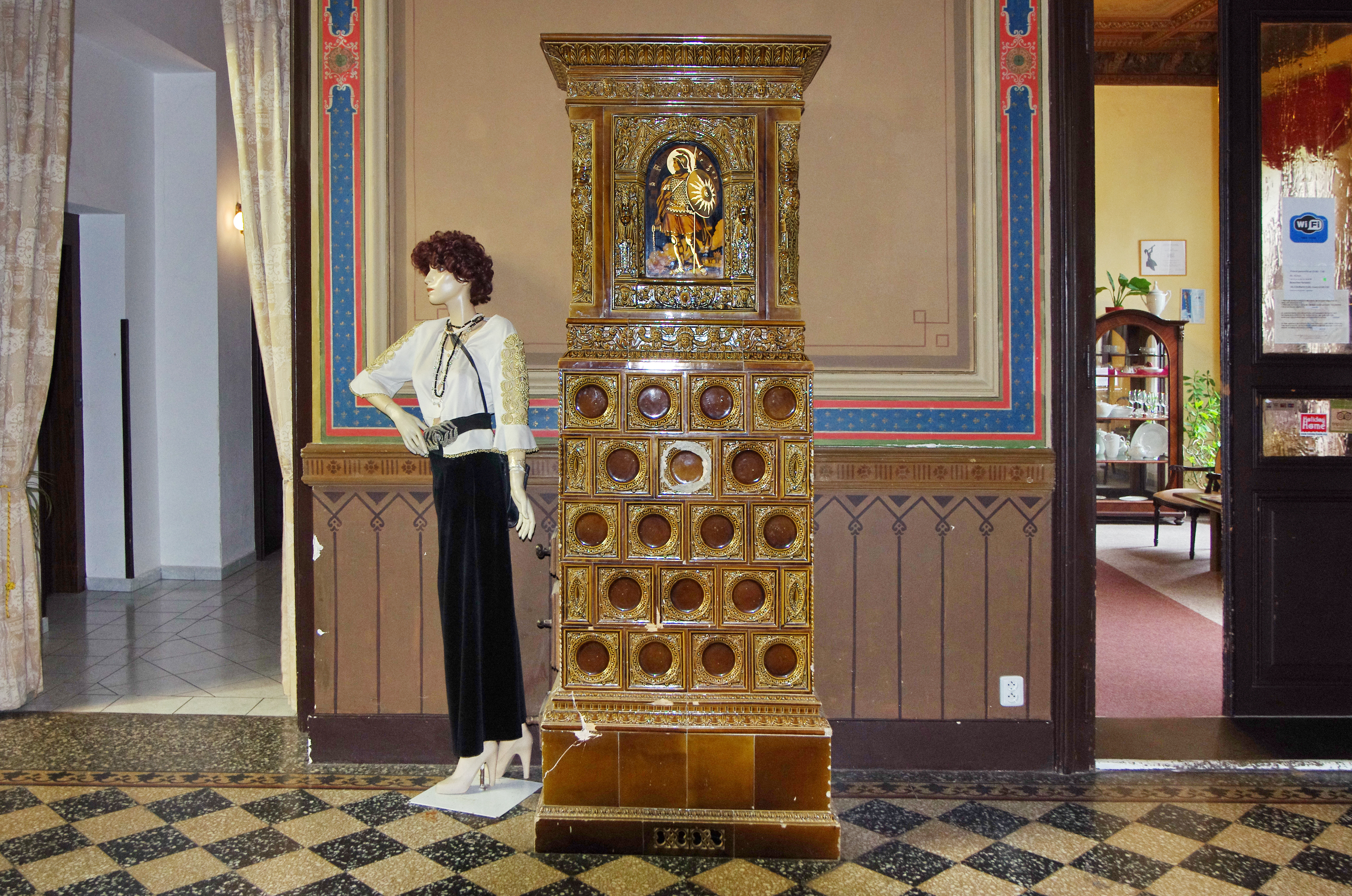
Kachlová kamna
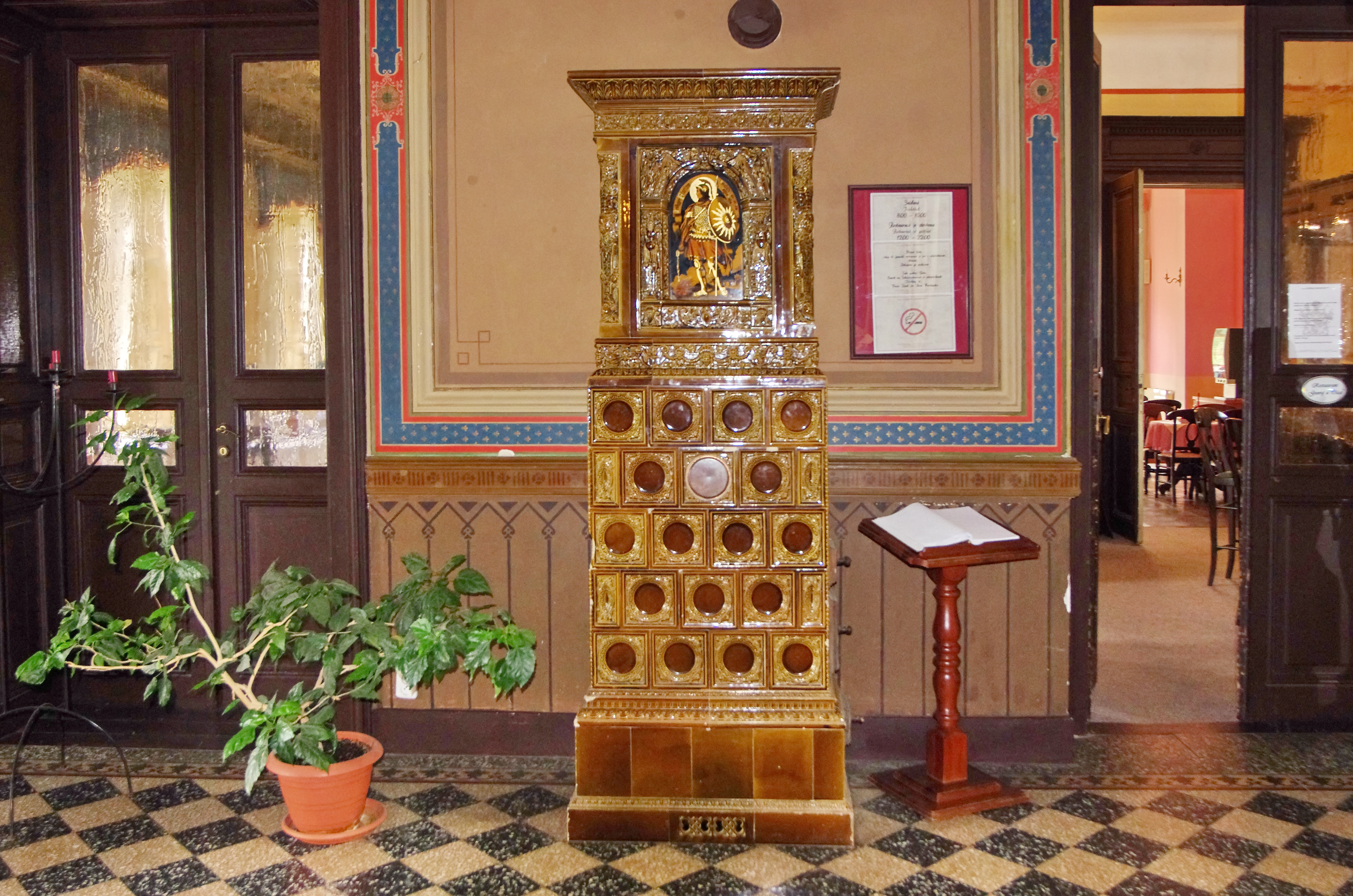
Kachlová kamna
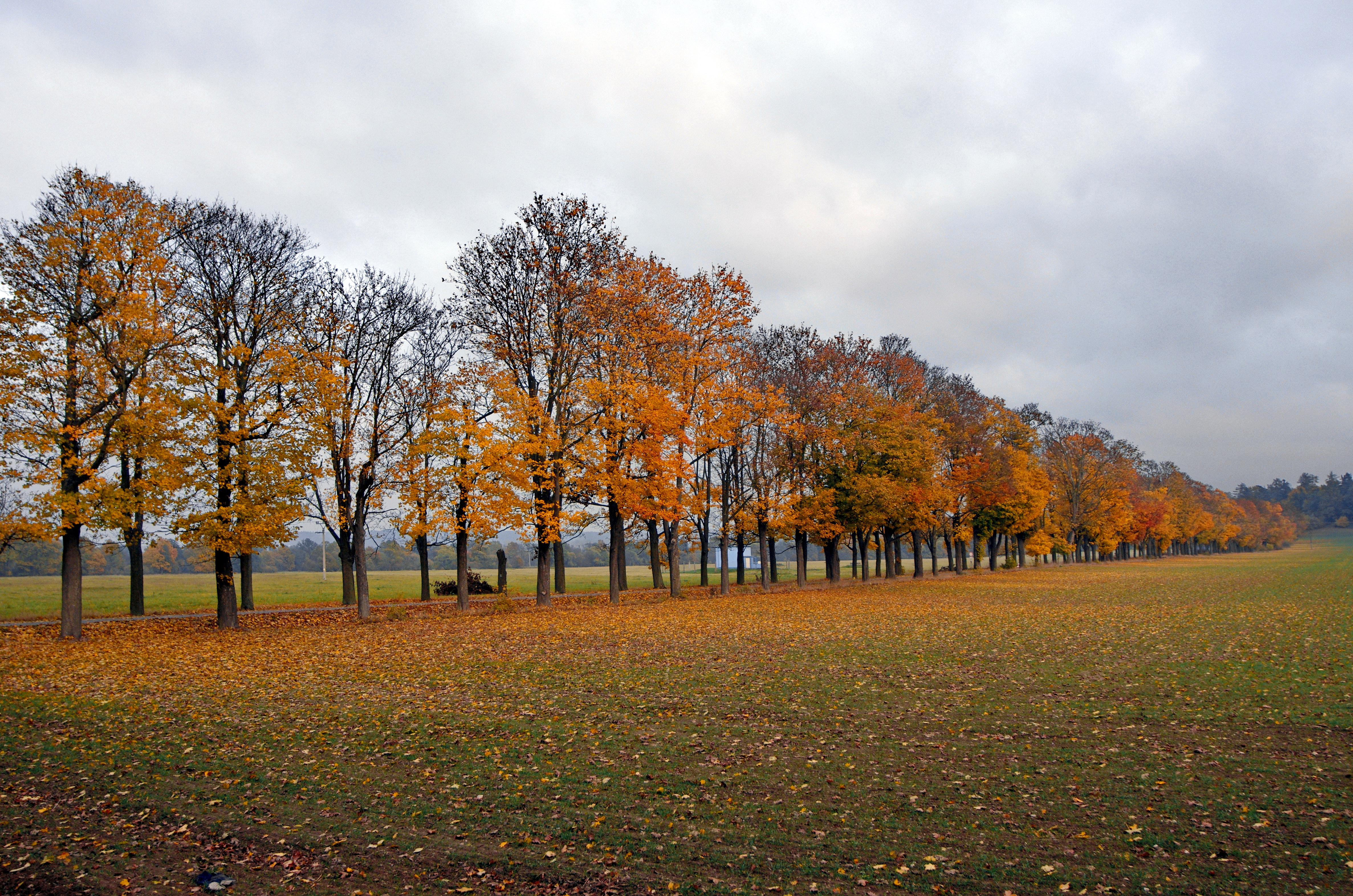
Alej Mostov